# Acanthopagrus randalli
Acanthopagrus randalli és una espècie de peix pertanyent a la família dels espàrids.

## Descripció
- Pot arribar a fer 32,2 cm de llargària màxima.
- Cos comprimit.
- La boca és una mica obliqua.
- 11 espines i 11 radis tous a l'aleta dorsal i 3 espines i 8 radis tous a l'anal.
- De 3 a 5 fileres de dents a les mandíbules.
- Espines fortes a l'aleta dorsal.[4][5]

## Hàbitat
És un peix marí, de clima tropical i bentopelàgic.

## Distribució geogràfica
Es troba a l'Índic: el golf Pèrsic.

## Observacions
És inofensiu per als humans.